# Данилов, Илларион Иванович
 Илларион Иванович Данилов  (1690—?) — генерал-майор, действительный статский советник, пензенский воевода.

## Биография
Службу начал солдатом в 1708 году в эскадроне князя А. Д. Меншикова. В 1711 году произведен в прапорщики, в 1715 году переведен в Гренадерский Вейдов полк, в 1716 году произведен в адъютанты. Участник ряда кампаний Северной войны 1700-1721 гг.
В 1724 году взят в кавалергарды. В 1725 году поступил обратно в тот же Гренадерский корпус кавалергардом, с производством в капитаны.
В 1730 году переведен в лейб-гвардейский Измайловский полк капитан-поручиком. В 1735 году произведен в капитаны. Участник русско-турецкой войны 1735-1739 гг. В 1737 году после возвращения из под Очакова, Данилов был произведен в полковники и служил в Углицком и Невском пехотных полках до 1740 года. 14 июня 1740 года отправлен в отставку с чином бригадира. В 1747 году Данилов был назначен во Владимир в команду генерал-аншефа Тараканова, где он и служил до 1749 года. В 1753 году Данилов подал прошение об определении его к статским делам и в этом же году назначен Пензенским воеводой.
В 1754 году произведен в генерал-майоры с переименованием в действительные статские советники, а в 1757 году отстранен от службы. Дальнейшая судьба неизвестна. Имел сына Дмитрия.